# Божидар Делич
Божидар Делич (на сръбски: Божидар Делић) е сръбски политик, пенсиониран генерал и член на Сръбската радикална партия. Заместник-председател на Сръбската скупщината от 2007 до 2012 г. и от 2 до 23 август 2022 г.

## Биография
Божидар Делич е роден на 20 февруари 1956 година в град Дяково, Югославия. Завършва Военна академия и Школа за национална отбрана.
По време на конфликта в Косово и бомбардировките на НАТО (1999 г.) е командир на 549-а механизирана бригада на югославската армия, разположена на границата между Сърбия и Албания.
В периода от 2002 до 2005 година е дежурен в оперативното управление на армията на Сърбия и Черна гора. Пенсионира се през 2005 г.
Като защитен свидетел той се явява пред Хагския трибунал в процесите срещу Слободан Милошевич и генерал Владимир Лазаревич.
Присъединява се към Сръбската радикална партия през 2006 г. и на парламентарните избори през 2007 г. е избран за депутат, а след това, през май 2007 г., е избран за заместник-председател на Сръбската скупщината.  През 2008 г. отново е избран за народен представител и за заместник-председател на Скупщината. Член на парламентарната комисия по сигурността и на комисията за Косово и Метохия.
При разделянето на Сръбската радикална партия през септември 2008 година, Делич застава на страната на Томислав Николич и заедно с него основава парламентарен клуб „Напред Сърбио“, а след това и Сръбската прогресивна партия. Поради разногласия с партийната политика, в края на февруари 2011 година се връща в Сръбската радикална партия.
През 2016 - 2020 отново е депутат, избран е и за такъв и на парламентарните избори през 2022 г.